# 류리페이
류리페이(중국어 간체자: 刘力菲, 정체자: 劉力菲, 병음: Liú Lìfēi, 한국 한자: 劉力菲 류역비, 1995년 10월 3일 - )는 중국의 아이돌 가수이며, 걸 그룹 GNZ48 Team NⅢ 멤버이다. 그녀는 2016년 1월 18일, GNZ48을 가입하였다. 4월 20일, GNZ48 Team NIII로 이적하였다. 4월 29일, GNZ48 1st Stage 「나의 태양」 공연에서 데뷔하였다.

## 내력
2016년 1월 18일, GNZ48을 가입하였다. 4월 20일, GNZ48 Team NIII로 이적하였다. 4월 29일, GNZ48 1st Stage 「나의 태양」 공연에서 데뷔하였다. 8월 26일, “‘사랑의 음악 날개를 펼쳐라’ GNZ48 꿈을 출항하자 Show Case 콘서트”. 10월 2일, GNZ48 Team NIII의 캡틴으로 임명되었다. 11월 11일, 《크로스 파이어》의 게임 광고 모델로 섭외됐다.
2017년 1월 7일, “SNH48 제3회 리퀘스트 TIME BEST 50”에 참가하였다. 4월 13일, GNZ48 3rd EP 《I.F》 선발곡 《민들레의 발자취》에서 처음으로 센터 멤버로 선발되었다. 6월 24일, 그린 공익 트레싱 광주역 홍보 대사를 맡았다. 7월 8일, 스바 영상의 《소녀 탐정조》에 출연을 맡게 되었다. 7월 29일, SNH48 Group 제4회 선발 총선거에서 28168.8표로 최종 순위는 23위이며 Under Girls에 입성하였고 GNZ48 부문에서 1위를 달성하였다.
2018년 2월 3일, “SNH48 Group 제4회 리퀘스트 TIME BEST 50”에 참가하였다. 7월 28일, SNH48 Group 제5회 선발 총선거에서 35,577.08표로 최종 순위는 21위이며Under Girls에 입성하였고 GNZ48 부문에서 3위를 달성하였다. 10월 6일, “GNZ48 TOP 16 PVC 자매는 정이 깊어 선전 순회 공연”에 참여하였다.
2019년 1월 19일, “SNH48 Group 제5회 리퀘스트 TIME BEST 50”에 참가하였다.

## 인물
- 특기는 흉내내기, 얼굴 묘기, 쓰촨어이다.
- 취미는 만담 듣기, 여행, 맛있는 음식 먹기
- 청순한 외모로 인해 팬들에게 ‘중태 선녀’라는 별명을 얻었다.
- 다양한 종류의 드라마를 보는 것을 좋아한다.
- CAD를 할 수 있으며, CAD로 댄스 포지션을 편성한 적이 있다.
- 친한 멤버는 셰레이레이, 천난시, 류치엔치엔, 탕리지아, 정단니, 리즈, 수샨샨 등이 있다.
- GNZ48 Team NIII의 센터이다.
- GNZ48 TOP 3 (셰레이레이, 정단니, 류리페이) 중에 한 명이다.
- 고전 무용을 전문적으로 출 수 있다.